# Аблация (глациология)
Вижте пояснителната страница за други значения на Аблация.
Аблация (от латински: ablatio – отнемане, намаляване, отстраняване) е термин в глациологията, означаващ намаляване на масата на ледника или снежната покривка в резултат от топене, изпарение или механично отстраняване (ветрово отнасяне, отделяне на айсберги и др.). Аблацията се обуславя предимно от климатичните фактори и затова може да има и сезонен характер. В зависимост от мястото на проявлението си се различават три вида аблация: подледникова (или дънна), вътрешна и повърхностна.
- подледникова (или дънна) аблация – причина за подледниковата аблация може да бъде вътрешната топлина на Земята, възходящите в леглото на ледника водни източници (особено топлите), топлината, пораждаща се от триенето на ледника в скали под него и др.
- вътрешна аблация – проявява се във връзка с триенето на съставните части на ледника и циркулацията на вода и въздух в него.
- повърхностна аблация – получава се във връзка с получаването на топлина от слънчевата радиация и от по-високата температура на въздуха над него. Величината на топлинния баланс на повърхността на ледника е основна предпоставка за всички процеси, обуславящи повърхностната аблация.[1]

За мярка на аблацията може да бъде приета величината на количеството вода, образуваща се от топенето на ледника, или величината на слоя лед, топящ се или изпаряващ се за определено време.
Терминът аблация в геоморфологията е синоним на денудация, оголване, отмиване.